# Warteggpark

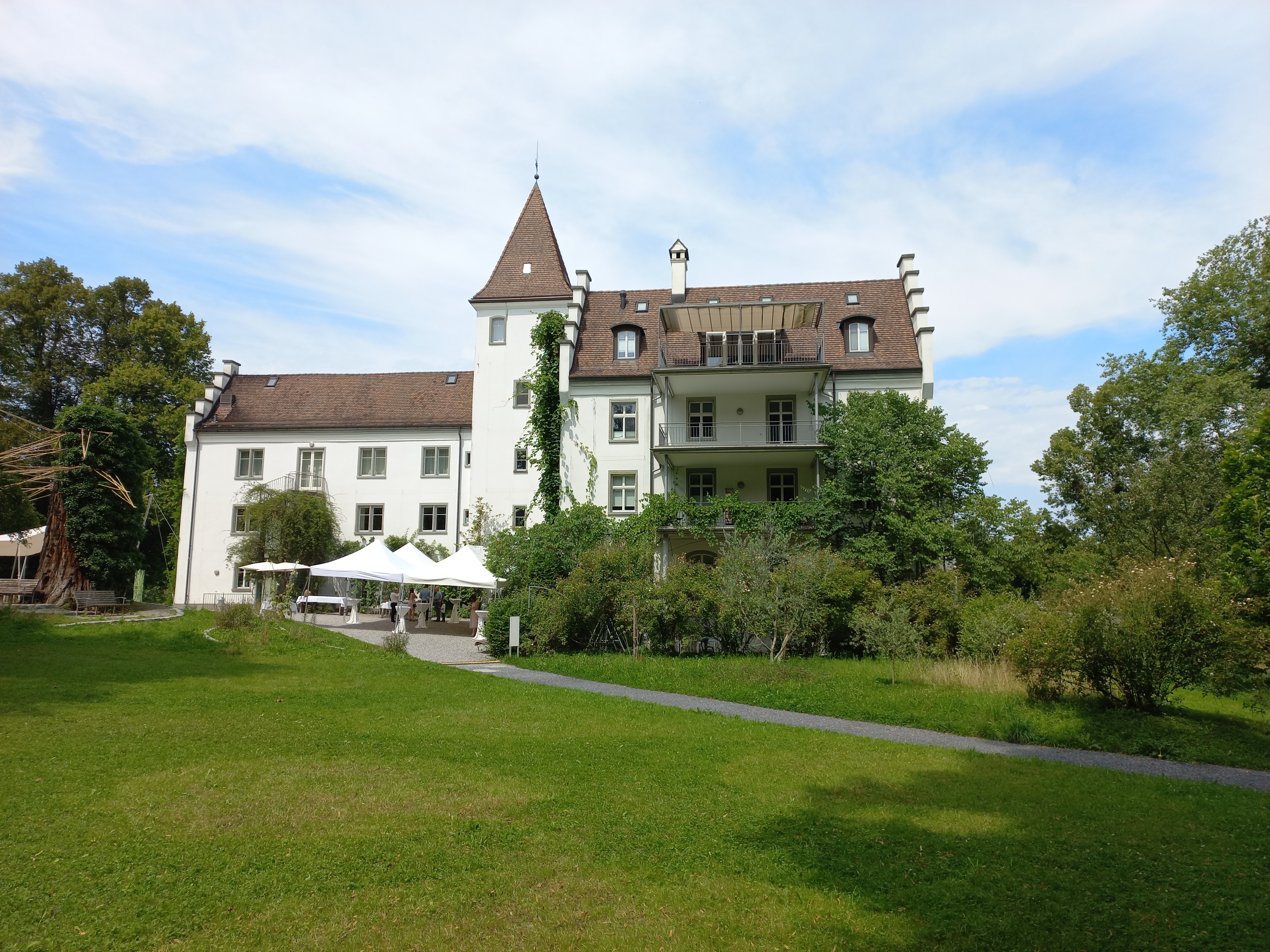
Blick aus dem Warteggpark auf Schloss Wartegg (2021)

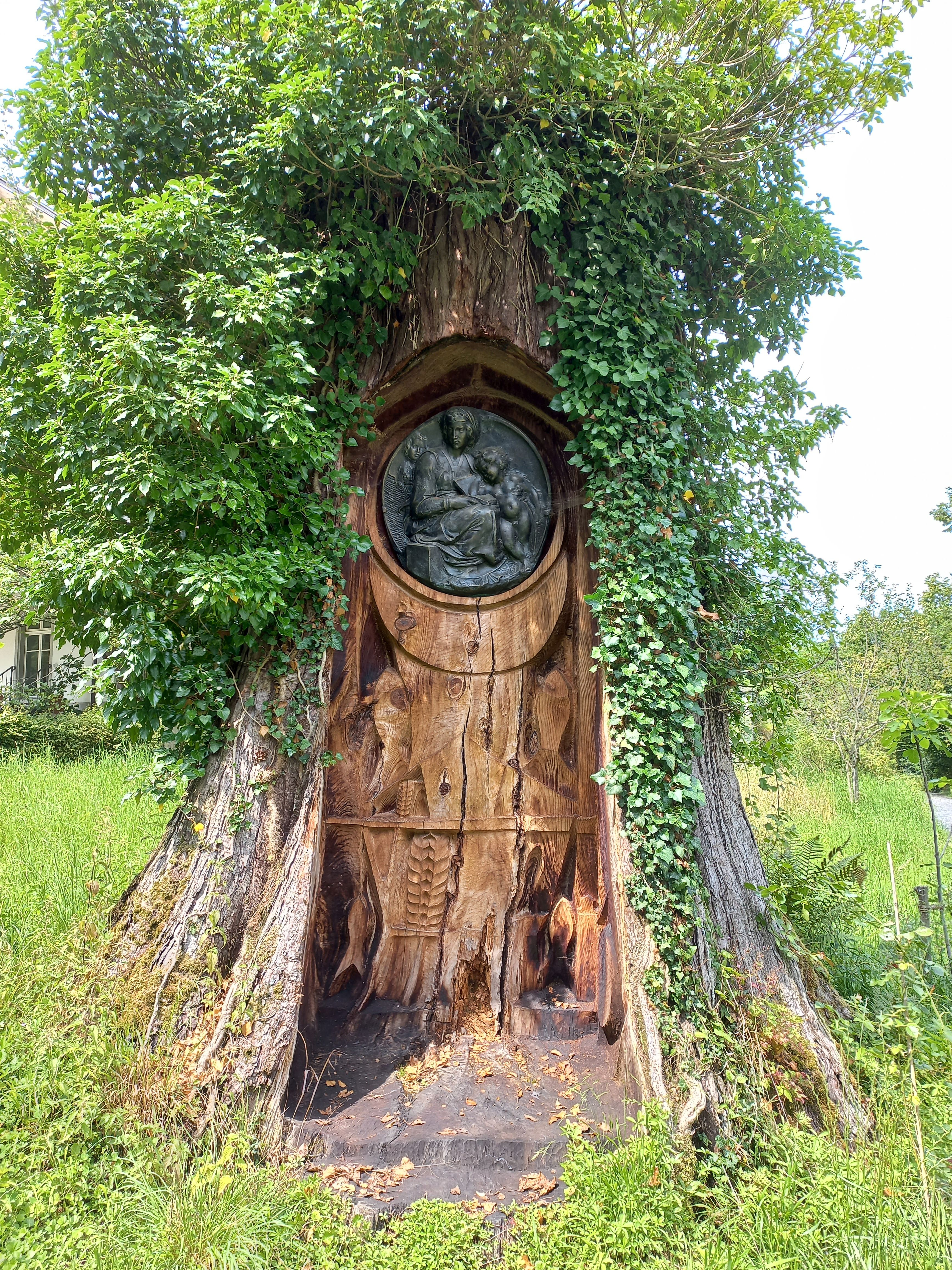
2019 geschaffener Bildstock in einem Baumstamm

Der  Warteggpark ist ein nationales Gartendenkmal in der Gemeinde Rorschacherberg im Kanton St. Gallen in der Schweiz. Er wurde in Form eines englischen Landschaftsgartens um das Schloss Wartegg angelegt. Gartenanlage und Schloss wechselten in den vergangenen Jahrhunderten oft den Eigentümer.

## Geschichte
Schloss Wartegg wurde 1557 von Kaspar Blarer von Wartensee erbaut, Vogt in Arbon im Dienst des Bistums Konstanz. Es wurde auf dem Gelände eines ehemaligen Gutshof errichtet.
Fidel von Thurn und Valsassina (1629–1719), Landeshofmeister der Fürstabtei St. Gallen, erwarb 1676 die Liegenschaft von der Abtei St. Gallen. Er liess 1706 zusammen mit seiner Gemahlin Maria Klara Eva Eleonora von Hedenheim im Südwesten des Schlossareals die Kapelle Wilen Wartegg mit Kaplaneipfründe erbauen. Die Liegenschaft blieb bis 1823 im Besitz seiner Nachkommen.
Nachdem 1860 Louise von Bourbon-Parma, Herzogin und Regentin von Parma, das Schloss Wartegg und die Liegenschaft als Exilsitz erworben hatte, wurden das Schlossgebäude um den Süd-Trakt erweitert und die heute noch bestehende englische Parkanlage angelegt. Ihre Enkelin Zita von Bourbon-Parma heiratete den letzten österreichisch-ungarischen Thronfolger. Nach der Ausweisung aus Österreich hielt sie sich mit den Kindern 1919 für einige Monate im Schloss Wartegg auf.
1924 musste die Familie Bourbon-Parma das Schloss und die Liegenschaft verkaufen. 1929 wurden diese vom deutschen Industriellen Gustav Mez erworben. Er führte die letzten grösseren Umgestaltung durch. Ende der 1950er-Jahre musste auch Mez das Schloss und die Liegenschaft verkaufen, worauf in den folgenden Jahrzehnten Schloss und Park verfielen und nur mehr als Bauland-Reserve gesehen wurden. Erst als sich kritische Bürger für einen Schutz des Parkes einsetzen, wurde dies in der Ortsplanung teilweise berücksichtigt und ein öffentlicher Zugang zum Park wurde erstellt.
Als 1994 die Familie Mijnssen Schloss Wartegg und den Grossteil der Liegenschaft erwarben und einen nachhaltig-modernen Hotelbetrieb errichteten, wurde auch die Liegenschaft revitalisiert. Nachdem ab 2007 die Pläne für die Nutzung des Parks als Baulandreserve endgültig aufgegeben worden waren und der Park unter Schutz gestellt worden war, wurde die «Stiftung Landschaftspark Wartegg» gegründet.
Zuletzt wurde 2019 ein Baumstumpf einer alten Sequoia vom Gärtnermeister des Parkes Mathias Thalmann zu einem Bildstock umfunktioniert (Bronzekopie eines Medaillons der Madonna von Michelangelo mit umgebenden Naturmotive und Ähren im Baumstamm). Am 20. April 2019 wurde er eingeweiht.

## Lage und Grösse
Der Park oberhalb des Bodensees umfasst rund 130’000 Quadratmetern mit Linden, Platanen und Kastanien, schattige Wasserläufe und Lichtungen. Am Rand des Parks liegt die Kapelle Wilen Wartegg.

## Förderverein Warteggpark
Durch die Anerkennung als nationales Gartendenkmal wurde mit den Mitteln von Natur- und Landschaftsschutz-Organisationen sowie Privaten die Stiftung Landschaftspark Wartegg gegründet. Diese ist Eigentümerin einer Schlüsselparzelle. Der «Förderverein Warteggpark» übernahm 2013 die Aufgaben der «Initiative IG Warteggpark». Zweck des «Fördervereins Warteggpark» ist die Aufrechterhaltung und Entwicklung der Parkanlage Wartegg als wertvolles Beispiel eines historisch erhaltenen englischen Parks, insbesondere die Erhaltung der gartenhistorischen Elemente und Strukturen des Parkes, wie die Alleen, Baumgruppen, Wiesen, Wege und Gewässer als historisch gewachsene Parkarchitektur.